# Котлари
Котлари (грч. Πεντάβρυσος, Пендаврисос) је насељено место у општини Еордеја у периферији Западна Македонија, Грчка. Према попису из 2021. године било је 177 становника.
Према Етнографији вилајета Адријанопољ, Монастир и Салоника, штампаној у Цариграду 1878. године, која се односила на мушко становништво 1873. године, Котлари је село са 30 кућа, где живи 80 Словена хришћана. На каснијим пописима село се не спомиње јер је било расељено. После 1922. године обновљено је насељавањем грчких избеглица из Турске, којих је на попису из 1928. године било 177.